# Mai 2009 aux États-Unis
Les évènements de l'année 2009 aux États-Unis. 
2007 aux États-Unis - 2008 aux États-Unis - 2009 aux États-Unis - 2010 aux États-Unis - 2011 aux États-Unis
 2007 par pays en Amérique - 2008 par pays en Amérique - 2009 par pays en Amérique - 2010 par pays en Amérique - 2011 par pays en Amérique 
Janvier - Février - Mars - Avril - Mai - Juin - Juillet - Août - Septembre - Octobre - Novembre - Décembre

## Chronologie

### Vendredi1ermai 2009
Politique
- L'ancien président cubain, Fidel Castro, estime dans une « réflexion » publiée par la presse cubaine : « On ne peut dire encore quelle sera l'évolution future de l'actuelle administration américaine. Il y a des éléments nouveaux, de caractère tant objectif que subjectif. Nous étudions et observons attentivement chacun de ses gestes […] Nous ne sommes pas les incendiaires que certains imaginent, mais nous ne sommes pas non plus des idiots qui se laissent tromper facilement par ceux qui croient que la seule chose importante dans le monde est la loi du marché et le système capitaliste de production […] Nous avons tous le devoir de lutter pour la paix, il n'y a pas d'alternative. Mais jamais l'adversaire ne doit se faire d'illusions quant à une soumission de Cuba ».

Affaires diverses

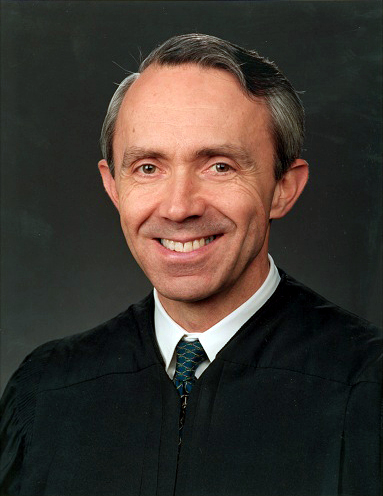
David Souter
(août 2005)

- Selon le ministère de la Justice suisse, la plainte déposée aux États-Unis contre la banque helvétique UBS dans une affaire de fraude fiscale « viole » le droit suisse et les conventions entre les deux pays, et appelle la justice américaine à « rejeter » la plainte, car « si les États-Unis sortaient de ce cadre juridique négocié, pour avoir accès aux informations qu’ils souhaitent et qui se trouvent en Suisse, ils violeraient unilatéralement la procédure prévue par la convention ». UBS a accepté en février de payer 780 millions de dollars pour solder une affaire d'évasion fiscale et a livré les identités d'environ 300 clients américains qu'elle avait aidés à échapper au fisc[1].
- L'Agence américaine des médicaments (FDA), demande aux utilisateurs d'une gamme de compléments alimentaires amaigrissants et dopants, Hydroxycut, censés faire perdre du poids en brûlant les graisses et en éliminant l'eau, de cesser immédiatement leur traitement après le décès d'un patient d'insuffisance rénale. Au total, 23 cas d'affections rénales, dont un mortel, ont été signalés chez des personnes prenant de l'Hydroxycut, fabriqué par le Canadien Iovate Health Sciences. Les troubles allaient de la simple jaunisse à des lésions nécessitant une greffe de rein.
- Le juge de la Cour Suprême, David Souter (69 ans), nommé par l'ancien président George W. Bush, annonce avoir informé le président Barack Obama de sa décision de démissionner de son poste à la fin de la session de cette juridiction.
- Selon les Centres américains de contrôle et de prévention des maladies, le nombre de cas confirmés de grippe H1N1 est de 141 dans 19 États, dont nouvellement dans le Delaware, l'Illinois, le Kentucky  et la Virginie, après la Caroline du Sud, le Nebraska, le Minnesota, le Colorado et la New Jersey. Les États de New York (50 cas), du Texas (28) et de la Californie (13) sont les plus affectés par l'épidémie.
- Californie : La police de Los Angeles pense avoir arrêté le pire tueur en série qu'ait jamais connu cette ville. Il s'agit d'un expert des assurances, John Floyd Thomas, âgé de 72 ans, soupçonné d'avoir violé et étranglé jusqu'à 30 femmes âgées en 20 ans. Il a été inculpé le 2 avril des meurtres de 2 femmes (68 ans et 67 ans) en 1976. De l'ADN correspondant à celui du tueur présumé a été trouvé sur les lieux de trois autres crimes datant des années 1970 et 80 dans le même État. Une comparaison d'ADN au niveau national permet aux enquêteurs de le soupçonner d'être impliqué dans au moins 25 autres meurtres et sont en train d'examiner des affaires non résolues en remontant jusqu'aux années 1950.

### Samedi2 mai 2009
Affaires diverses

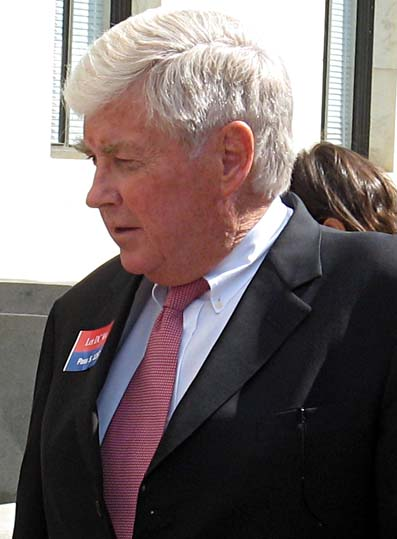
Jack Kemp
(septembre 2007)

- 160 cas confirmés de grippe H1N1 dans 21 États.
- Les Centres américains de contrôle et de prévention des maladies n'excluent pas que le foyer initial du virus responsable de l'épidémie se soit trouvé aux États-Unis plus particulièrement en Californie, avant que l'épidémie ne se déclenche au Mexique. Le premier de ces cas découverts était celui d'un enfant de 10 ans dans le comté de San Diego près de la frontière mexicaine, le 30 mars. Entre décembre 2005 et janvier 2009, les CDC ont testé douze différentes souches atypiques de virus d'origine porcine.
- Le quotidien The Boston Globe, lourdement déficitaire et menacé de fermer après 137 ans d'existence, annonce avoir obtenu un délai auprès de son propriétaire, le The New York Times, afin de négocier un plan d'économies avec les syndicats.
- L'Association des musées américains qui fédère plus de 3 000 institutions, touchées gravement par l'effondrement des financements privés à cause de la crise, publie lors de sa conférence annuelle un « Guide de la survie… Vingt idées neuves pour collecter des fonds en urgence ».
- Mort de l'homme politique, Jack Kemp (73 ans), héros de football américain dans les années 1960, puis représentant de l'État de New York pendant 18 ans, ministre du Logement dans l'administration de George Bush père et ancien candidat républicain à la vice-présidence des États-Unis en 1996.

### Dimanche3 mai 2009
Affaires diverses
- Le bilan de la grippe H1N1 est porté à 226 cas confirmés dont 1 mortel (Texas), dans 30 États, dont 69 cas dans l'État de New York et 26 en Californie.

### Lundi4 mai 2009
Politique
- Le président Barack Obama annonce les premiers éléments d'une réforme destinée à lutter contre l'évasion fiscale et les délocalisations d'emplois, avec pour objectif d'économiser 210 milliards de dollars sur 10 ans : « Il faudra du temps pour réparer les dégâts causés par des dispositions que des lobbyistes et les représentants d'intérêts particuliers ont introduites subrepticement dans notre code des impôts, mais, grâce aux mesures que j'annonce aujourd'hui, nous commençons à sévir contre les Américains qui violent les règles ou les interprètent à leur convenance […] Nous intervenons pour veiller à ce que tous les Américains assument une part équitable, en d'autres termes, nous commençons à rétablir justice et équilibre dans notre code des impôts ».
- Des élus républicains du Congrès (John Kline, Richard Burr et Saxby Chambliss), s'inquiètent à propos d'un contrat de système d'identification par empreintes digitales pour le FBI (police fédérale) qui pourrait être attribué à la société française Safran, estimant qu'« autoriser un gouvernement étranger à fournir des services concernant des informations sensibles pour nos services de sécurité et de renseignement peut potentiellement créer une menace grave pour le contre-espionnage du gouvernement américain ».

Affaires diverses
- Le bilan de la grippe H1N1 est porté à 286 cas confirmés dans 36 États.
- L'assureur AIG, sauvé de la faillite immédiate par les pouvoirs publics, annonce la vente de son siège au Japon pour environ 1 milliard de dollars; un immeuble de 15 étages situé en plein centre de Tokyo. AIG a reçu plus de 170 milliards de dollars d'aide fédérale et doit céder des actifs pour rembourser l'État fédéral.
- Le loup gris est retiré de la liste des espèces protégées aux États-Unis où il avait été placé en 1974 après avoir quasiment disparu du territoire. Hormis dans le Wyoming (nord-ouest) où il reste une espèce protégée, le loup gris pourra désormais être chassé, selon des règles strictes relevant des États[2].

### Mardi5 mai 2009
Économie
- Selon le président de la Réserve fédérale, Ben Bernanke, évoquant de timides signes d'amélioration de l'économie américaine, notamment dans les secteurs des ventes immobilières et d'automobiles, les États-Unis pourraient sortir de récession au cours de l'année 2009. Cependant, de nombreux experts estiment que l'économie américaine continuera de se contracter entre avril et juin dans une fourchette de 2 à 2,5 %, soit un taux plus faible que les 6,3 % enregistrés lors du dernier trimestre 2008.

Affaires diverses

Abraham Lincoln
(Novembre 1863)

- Un musée de Philadelphie, possédant un échantillon de sang du président Abraham Lincoln assassiné, envisage une analyse génétique de la relique, espérant lever le voile sur les nombreuses maladies supposées du président Lincoln, dont on fête le 200e anniversaire cette année.

### Mercredi6 mai 2009
Affaires diverses
- Le bilan de la grippe H1N1 est porté à 642 cas confirmés dont 2 mortels dans 41 États.

### Jeudi7 mai 2009
Affaires diverses
- Le bilan de la grippe H1N1 est porté à 896 cas confirmés dont 2 mortels dans 41 États.
- Important incendie dans le comté de Santa Barbara où plusieurs milliers de personnes ont été contraintes de quitter leur logement. Plus de 200 hectares ont été dévastés et des maisons ont flambé. Le gouverneur de l'État de Californie, Arnold Schwarzenegger décrète l'état d'urgence.

### Vendredi8 mai 2009
Économie
- Le taux de chômage atteint 8,9 % en avril 2009 avec 539 000 emplois perdus dans le mois.
- Le constructeur automobile General Motors annonce la délocalisation d'un nombre important d'emplois au Mexique, en Chine et en Corée du Sud dans le cadre de sa restructuration drastique. Le nombre de véhicules, vendus aux États-Unis et construits à l'étranger avec un coût de main-d'œuvre inférieur, devrait passer de 15 % à 23 % sur cinq ans. Selon The Post, cette décision risque de provoquer une levée de boucliers et des remous politiques après les plus de 15 milliards de dollars d'aides gouvernementales octroyées au constructeur, notamment pour sauvegarder des emplois aux États-Unis. Le coût du travail pour un ouvrier de l'industrie automobile revient en moyenne à 54 dollars de l'heure aux États-Unis, à 22 dollars en Corée du Sud, 10 dollars au Mexique et 3 dollars en Chine, pour le même travail.
- L'opérateur téléphonique AT&T annonce la signature d'un accord avec son concurrent Verizon Wireless pour racheter 2,35 milliards de dollars d'actifs après l'acquisition par ce dernier du réseau Alltel. Ces actifs comprennent des licences, des installations de réseaux et 1,5 million d'abonnés dans 79 régions rurales réparties dans 18 États américains. Des travaux de modernisation du réseau seront faits.

Affaires diverses
- Le bilan de la grippe H1N1 est porté à 1 639 cas confirmés dans 43 États.
- Le ministre des Affaires intérieures, Ken Salazar, annonce que l'accès à la couronne de la statue de la Liberté rouvrira au public le 4 juillet prochain à l'occasion de la fête nationale. Le célèbre monument avait été fermé après les attentats du 11 septembre 2001 à New York en raison des craintes en matière de sécurité.
- Californie, Affaire Roman Polanski : Un juge de Los Angeles rejette la requête du cinéaste Roman Polanski de voir abandonner les poursuites qui le visent depuis trois décennies pour avoir eu des relations sexuelles avec une mineure de 13 ans, en raison de l'absence du réalisateur à l'audience. Les avocats de Roman Polanski affirment avoir mis au jour de nouvelles preuves montrant que le réalisateur n'avait pas bénéficié à l'époque d'une procédure pénale équitable. Le juge avait admis « qu'il y a eu, apparemment, une faute professionnelle substantielle » de la part du parquet quand l'affaire a éclaté, mais la Cour estime que le cinéaste n'a pas le droit d'obtenir satisfaction tant qu'il resterait en « fuite ».
- Californie : Un important incendie, s'étendant sur 1 100 hectares entraîne l'évacuation d'environ 30 000 personnes autour de la ville côtière de Santa Barbara.

### Samedi9 mai 2009
Affaires diverses
- Massachusetts : Une collision entre deux tramways dans la ville de Boston fait 49 blessés. L'un des conducteurs impliqués a reconnu devant la police qu'il était en train d'écrire un texto (SMS) lorsque l'accident s'est produit.
- Selon un audit gouvernemental, des pirates informatiques se sont introduits à plusieurs reprises dans le système de contrôle du trafic aérien des États-Unis au cours des dernières années. Un ordinateur de l'autorité de l'aviation civile américaine (FAA) a notamment été la cible d'une attaque en février 2009, permettant aux pirates d'obtenir des renseignements personnels sur 48 000 employés actuels et passés de la FAA. Le test de sécurité effectué a identifié 763 failles permettant à un pirate d'avoir directement accès au système informatique de la FAA pour en prendre le contrôle à distance ou pour installer des codes malveillants.

### Dimanche10 mai 2009
Affaires diverses
- Selon le Los Angeles Times, plus de 25 prisonniers islamistes ont été privés de sommeil lorsqu'ils étaient détenus par l'agence de renseignement américaine CIA, après les attentats du 11 septembre 2001. La privation de sommeil, une des techniques clé du programme mis en place par la CIA pour interroger ses prisonniers et briser leur résistance psychologique, pouvait s'étendre d'une semaine jusqu'à 11 jours. La technique de privation de sommeil était accompagnée de l'obligation pour les prisonniers enchaînés de rester debout parfois toute une journée.

### Lundi11 mai 2009
Économie
- Le constructeur automobile Ford Motor annonce le lancement d'une augmentation de capital, prévoyant l'émission de 300 millions d'actions nouvelles, qui marque encore un peu plus la différence avec ses rivaux en détresse General Motors et Chrysler.

Affaires diverses

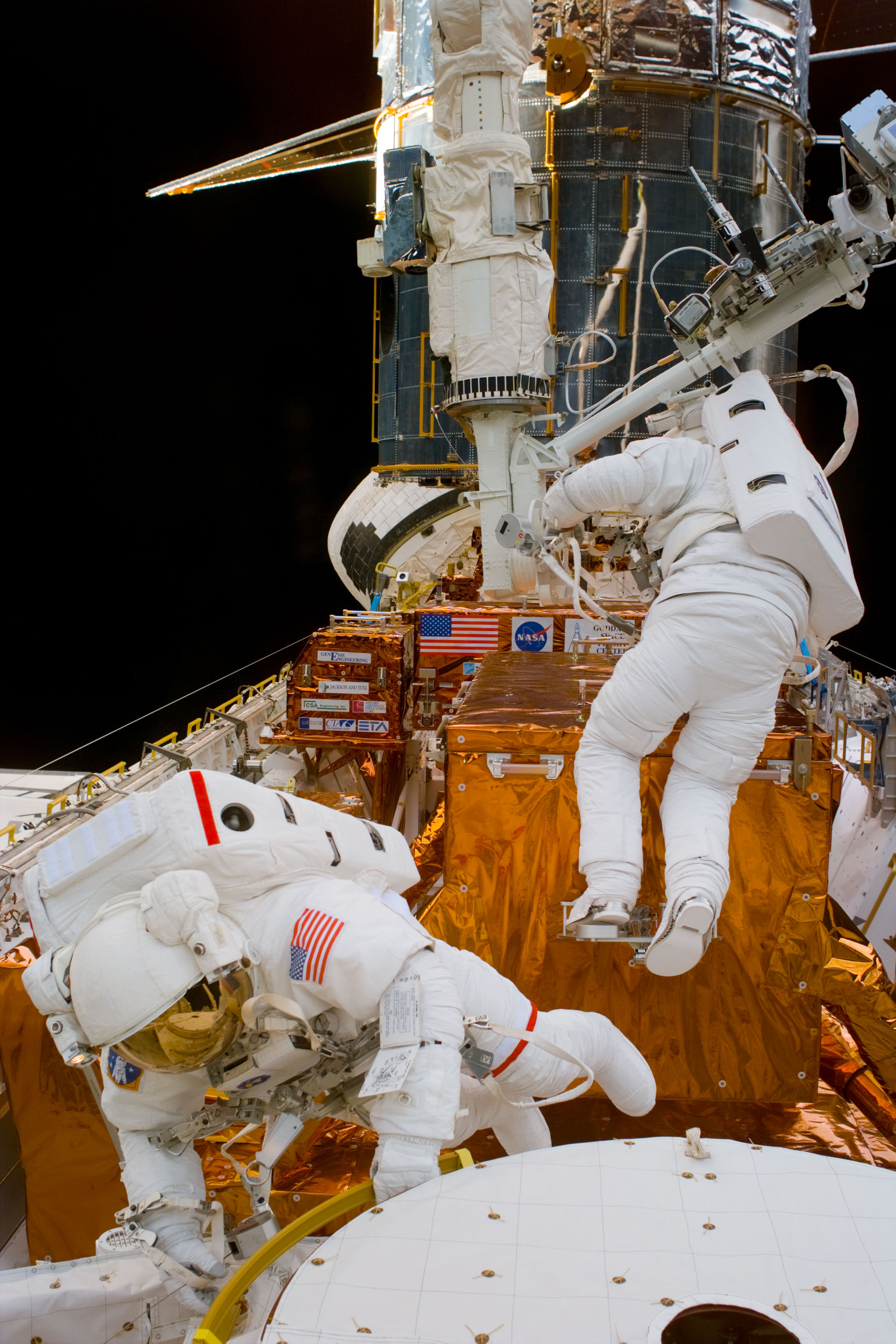
Mission d'entretien STS-82, entrée en scène des astronautes.

- La navette spatiale Atlantis, avec sept astronautes à son bord, a été lancée de Cap Canaveral (Floride) en direction du télescope spatial Hubble, pour une ultime mission de réparation et d'amélioration. Cinq sorties dans l'espace sont prévues au cours de cette mission de 11 jours pour installer, remplacer ou réparer des instruments scientifiques sur Hubble, ce qui devrait lui permettre de rester opérationnel encore pendant dix ans. La mission est dangereuse car Hubble est positionné sur une orbite, à 563 km d'altitude, où les risques de collision avec des débris divers (fragments de satellites, de peinture, etc) sont accrus.

### Mardi12 mai 2009
Économie
- Selon le président de la Réserve fédérale américaine, Ben Bernanke, le risque de déflation « s'éloigne » aux États-Unis, bien que la conjoncture rend la situation « très difficile » pour le maintien de la stabilité des prix.
- Californie : Le gouverneur Arnold Schwarzenegger met en garde les membres du parlement de l'État contre un possible dérapage budgétaire de 21,3 milliards de dollars dû à la crise : « Les temps sont très difficiles […] la Californie, pour la première fois depuis 1938, pourrait enregistrer une baisse des revenus des ménages […] la grave crise économique que connaît la Californie, comme le reste du pays, a considérablement empiré ». En février, la Parlement avait voté un ajustement budgétaire destiné à éponger un déficit de 42 milliards de dollars en limitant les dépenses publiques et en augmentant certains impôts.

Affaires diverses
- Le bilan de la grippe H1N1 est porté à 3 009 cas confirmés dans 45 États y compris la capitale fédérale. 3 personnes sont décédés. Parmi les États les plus touchés : l'Illinois (554 cas confirmés), le Wisconsin (437 cas confirmés) et le Texas (206 cas confirmés).
- La maison d'enchères Guernsey's annonce la vente aux enchères à New York de 252 instruments de torture du XVIIe siècle, certains sont encore plus anciens. Une partie des recettes sera reversée à des organisations de défense des droits de l'homme pour lutter contre les pratiques actuelles. Parmi les 252 objets, figurent notamment une pince à langue, ou encore une chaise couverte de pointes… « Ce sont des outils conçus pour faire souffrir… des outils particulièrement diaboliques », ils sont accompagnés de documentations rares comportant des « gravures de scènes de torture ». Cette collection a été constituée en Europe au XIXe siècle pour être exposée. Après la seconde guerre mondiale elle avait été rachetée par un collectionneur norvégien mort dans les années 1970[3].

### Mercredi13 mai 2009
Politique
- Le président Barack Obama s'oppose à la publication de centaines de photos montrant des sévices qui auraient été pratiqués dans des prisons en Irak ou en Afghanistan sous la présidence Bush, malgré un ordre de la justice

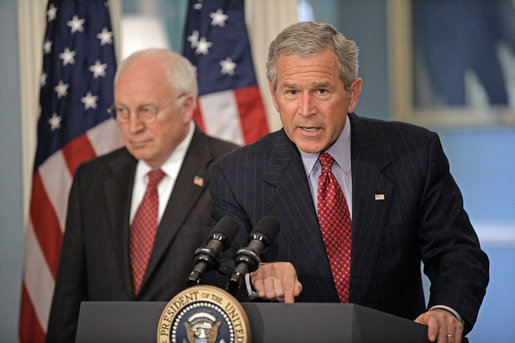
Dick Cheney et George W. Bush en 2006

- L'ancien vice-président des États-Unis, Dick Cheney, critique férocement la nouvelle administration depuis son départ de la Maison-Blanche. Dans une interview à la chaîne économique Fox Business Network, il a sévèrement critiqué la décision du président Obama de fermer le camp de détention de Guantanamo d'ici un an : « Je pense que c'est une idée affreuse […] Si l'on fait venir ces gens aux États-Unis, je ne connais pas un seul membre du Congrès qui va se lever pour dire : "mon Dieu, envoyez-moi quelques terroristes. J'aimerais bien avoir quelques gars d'al-Qaida dans ma circonscription" » Dick Cheney s'en est également pris à la décision de l'administration de mettre fin aux techniques d'interrogatoire controversées, assimilées à de la torture, : « Nous sommes en train de nous dépouiller de certaines de nos capacités à bloquer ou en tout cas perturber des activités d'al-Qaida qui pourraient mener à de nouveaux attentats » affirmant que les techniques d'interrogatoire de l'administration Bush, avaient permis de sauver « des milliers, peut-être même des centaines de milliers de vies » en empêchant que d'autres attentats ne soient perpétrés aux États-Unis après le 11-Septembre[4].

Économie
- Les États-Unis et l'Union européenne signent un accord pour régler leur différend commercial sur le bœuf américain, ce qui signifie l'abandon des sanctions que Washington envisageait contre le roquefort. En échange d'un accès accru et non taxé au marché européen pour la viande bovine américaine dite « de qualité », à hauteur de 20 000 tonnes pendant trois ans puis 45 000 tonnes ensuite, l'UE a obtenu de pouvoir continuer à bannir sur son territoire la viande d'animaux traités aux hormones de croissance[5].
- Caroline du Nord : La banque régionale BB&T, qui a réussi les « tests de résistance » imposés par les autorités, annonce avoir levé plus de 1,7 milliard de dollars grâce à une augmentation de son capital, qui doivent lui servir à rembourser l'aide publique.

Affaires diverses

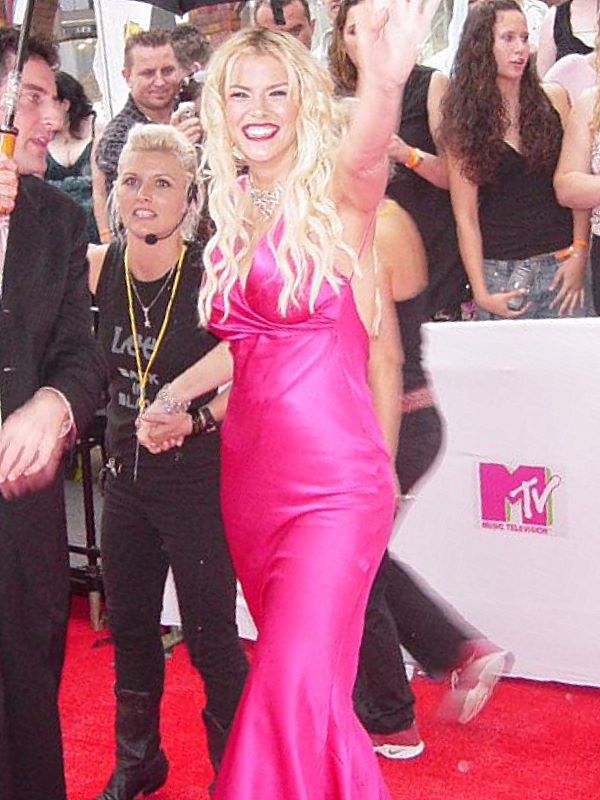
Anna Nicole Smith en 2005.

- Le ministère de la Justice révèle qu'un responsable du département de la Défense, le lieutenant-colonel à la retraite James Wilbur Fondren (62 ans), ancien membre de l'Armée de l'air, ancien directeur adjoint de la représentation à Washington du Commandement américain pour le Pacifique, est accusé d'espionnage au profit de la Chine; il « a conspiré de manière illégale et en connaissance de cause » afin de communiquer des informations secrètes[6].
- Affaire Anna Nicole Smith. L'ancien petit-ami de la starlette, morte le 8 février 2007 en Floride plaide non coupable ainsi que ses coaccusés, deux médecins dont un psychiatre, face aux accusations selon lesquelles ils lui auraient fourni des médicaments délivrés sur ordonnance mais qui ont causé sa mort par surdose[7].
- Le naufrage d'une embarcation, transportant 27 immigrés haïtiens clandestins partis des Bahamas, cause la mort par noyade de 10 personnes au large des côtés de Boynton Beach (Floride) à une centaine de kilomètres au nord de Miami[8].

### Jeudi14 mai 2009
Politique
- La Chambre des représentants adopte, par 368 voix contre 60, un projet de budget supplémentaire pour 2009 de 96,7 milliards de dollars, principalement destiné à financer les guerres en Irak et en Afghanistan. Les représentants ont approuvé le texte. Au total, 47,7 milliards de dollars sont destinés au financement des guerres en Irak et en Afghanistan et 23 milliards au remplacement d'équipements endommagés ou usés dans les deux conflits. Le texte ne contient pas de provision visant à financer la fermeture du centre de détention de Guantanamo[9].
- La CIA rejette la demande de l'ancien vice-président Dick Cheney de déclassifier deux notes qui montreraient que les     techniques d'interrogatoires controversées menées par l'agence de renseignement avaient permis de déjouer des attentats. L'administration du président Barack Obama a publié fin avril des notes internes rédigées par des juristes du département de la Justice, qui fournissaient à la CIA l'argumentaire juridique pour infliger aux terroristes présumés des traitements censés les faire parler, comme la simulation de noyade[10].
- Selon le Bureau de recensement, 34 % des habitants des États-Unis appartiennent à une minorité en juillet 2008; les Hispaniques constituent la communauté la plus nombreuse[11].

Économie
- Les démocrates de la Chambre des représentants, qui négocient les termes d'un projet de loi sur l'énergie et le réchauffement climatique, annoncent qu'ils s'étaient mis d'accord sur le chiffre de 15 % d'énergie renouvelable pour la production d'électricité en 2020, dans le cadre de la « Loi américaine de 2009 sur l'énergie propre et la sécurité ». Les fournisseurs américains d'électricité devront désormais obtenir 15 % de leur production en énergie renouvelable (éolienne, biomasse, solaire, géothermique). Ce chiffre sera combiné avec une exigence pour ces fournisseurs de réaliser 5 % d'économies annuelles à travers des mesures d'efficacité énergétique. Selon le président de la Commission Henry Waxman : « Cela entraînera des emplois, de l'investissement et de la croissance dans le secteur de l'énergie renouvelable et dans l'activité économique dans son ensemble »[12].
- Le constructeur automobile Chrysler, en pleine restructuration sous contrôle judiciaire, annonce la suppression de 789 concessionnaires, sur 3 381, soit le quart de son réseau aux États-Unis : « Le réseau national de concessionnaires doit être réduit et remodelé pour renforcer le réseau et la rentabilité des points de vente et obtenir le meilleur résultat pour les concessionnaires et les clients ». Actuellement, un quart des concessionnaires Chrysler réalisent environ la moitié des ventes, et la moitié réalisent 90 % des ventes[13].

### Vendredi15 mai 2009
Politique
- Le président Barack Obama annonce le maintien des tribunaux militaires d'exception de l'ancien président George W. Bush pour juger certains suspects de terrorisme emprisonnés à Guantanamo, tout en promettant d'améliorer un système que lui et beaucoup d'autres ont profondément réprouvé.

Économie
- Le constructeur automobile General Motors engage la très sévère restructuration de son réseau de distribution, en avertissant 1 100 concessionnaires qu'ils ne seront plus fournis et que 1 300 autres revendeurs étaient menacés à terme.

### Samedi16 mai 2009
Affaires diverses
- Alaska : Plusieurs séismes de magnitude 5,0 à 5,9 se sont produits au large du littoral de l'île de Kodiak (560 km au sud-ouest d'Anchorage).

### Mardi19 mai 2009
Affaires diverses
- Californie : Un hélicoptère HH60 Seahawk de la marine avec cinq personnes à bord s'est abîmé peu avant minuit dans l'océan Pacifique, au sud de San Diego.

### Mercredi20 mai 2009
Politique
- Le Congrès américain, pourtant dominé par les démocrates, a refusé au président Barack Obama, l'enveloppe de 80 millions de dollars qu'il demandait pour la fermeture de la prison de Guantanamo.
- La Réserve fédérale américaine (Fed) abaisse ses prévisions de croissance pour l'économie américaine pour les trois prochaines années. La plupart des membres du Comité de politique monétaire de la Fed (FOMC)  estiment que l'économie ne devrait pas être conforme à ses objectifs de croissance, de chômage et d'inflation à long terme avant cinq ou six ans.

Affaires diverses
- Trois écoles ont été fermées par précaution à Boston où un nombre croissant de lycéens sont souffrants avec deux cas confirmés de grippe H1N1.

### Jeudi21 mai 2009
Politique

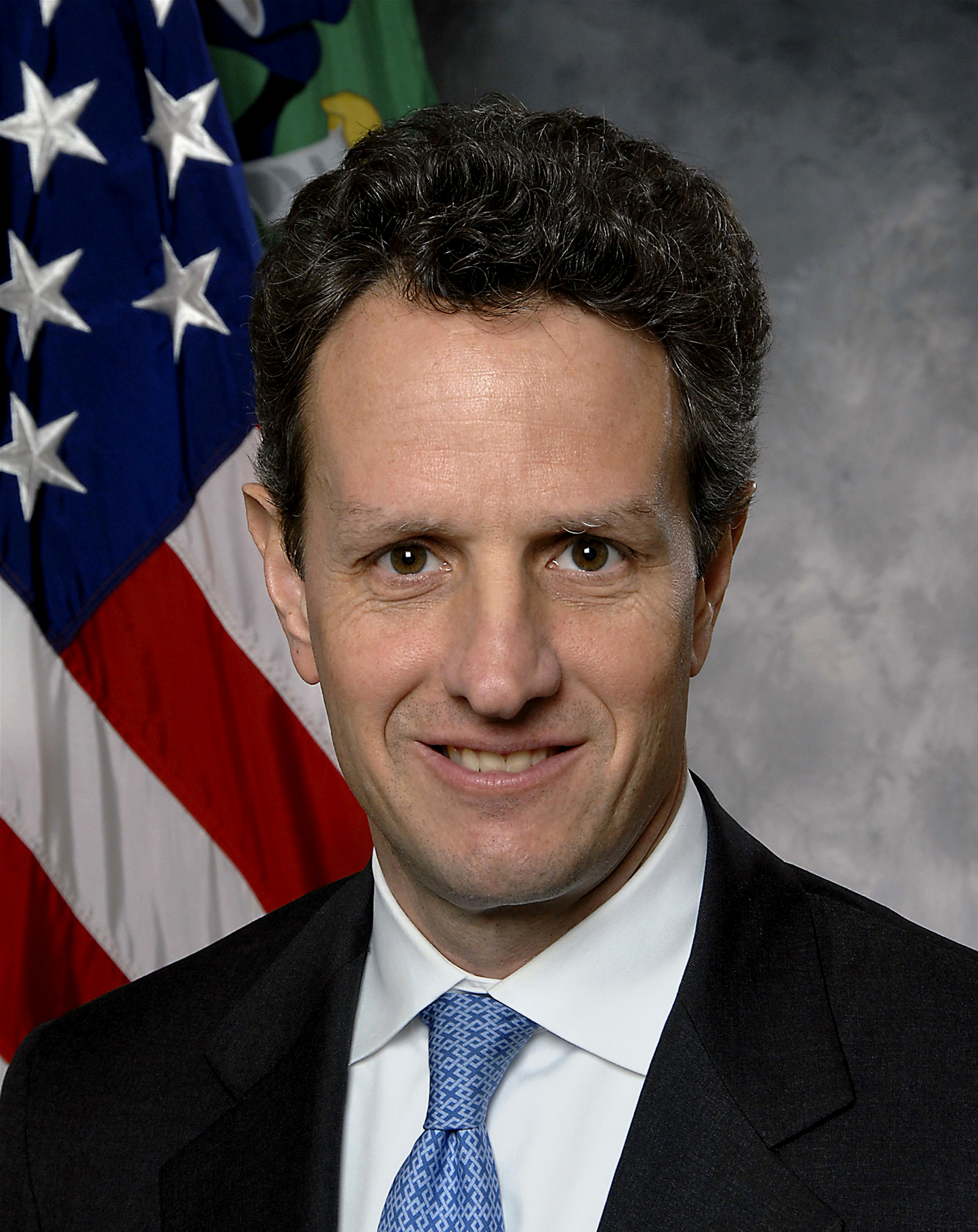
Timothy Geithner
(février 2009)

- La Maison-Blanche lance une initiative appelant les Américains à participer au débat d'idées et créé un nouveau site Internet (Data.gov) qui offre un accès direct à des données fédérales brutes sont mises à leur disposition au nom de la transparence (blog).  Les informations disponibles immédiatement sur Data.gov concernaient notamment les tremblements de terre, la météorologie, les itinéraires des oiseaux migrateurs ou encore les ressources minérales. Cette initiative serait aussi une façon « de compléter l'expertise des employés du gouvernement avec le savoir et le savoir-faire du peuple américain »[14].
- Le secrétaire au Trésor Timothy Geithner annonce que son ministère réfléchissait à la création d'une autorité de régulation financière qui serait spécifiquement chargée d'assurer une meilleure protection aux consommateurs : « L'innovation financière a augmenté le nombre de produits et services financiers auxquels les consommateurs peuvent avoir accès […] Ces changements ont apporté de nombreux bénéfices mais nous devons faire en sorte que lorsque les ménages choisissent de s'endetter, ou d'investir leurs économies, il y ait des règles claires et justes pour empêcher les manipulations, les tromperies et les abus ». La crise actuelle a été provoquée par le laxisme des normes de prêt et le développement immodéré des crédits hypothécaires à risques. Ce marché s'est écroulé comme un château de cartes à l'été 2007 avec la baisse des prix de l'immobilier[15].
- Selon un rapport confidentiel du Pentagone, au moins 74 ex-prisonniers, soit 14 %, relâchés de la prison de la base navale de Guantanamo ont récidivé et repris des activités terroristes.

Affaires diverses
- Mort de Wayne Allwine (62 an), la voix de Mickey Mouse depuis 1977. Bruiteur professionnel, il avait obtenu un Emmy Award en 1986 pour le son de la série de NBC, « Histoires extraordinaires ».
- Le bilan de la grippe H1N1 est porté à 5 764 cas confirmés dans au moins 45 États y compris la capitale fédérale. 9 personnes sont décédés. En réalité le nombre de cas pourrait être 20 fois supérieur. 64 % des malades ont entre 5 ans et 24 ans alors que seulement 1 % des cas sont âgés de plus de 65 ans, les personnes âgées semblent bénéficier d'une meilleure protection.
- Californie : Le procureur Thomas O'Brien annonce le démantèlement d'un gang latino, appelé « Varrio Hawaiian Gardens ». Près de 150 de ses membres sont inculpés pour de nombreuses tentatives de meurtres et autres crimes racistes, mais aussi enlèvement visant des Noirs dans une ville proche de Los Angeles, Hawaiian Gardens (environ 15 000 habitants). 35 d'entre eux étaient déjà détenus pour d'autres chefs d'accusation relatives aux armes et au trafic de drogue. Il s'agit du « plus gros coup de filet contre les gangs de l'histoire des États-Unis ». Plus d'un million de dollars ont été saisis lors de cette spectaculaire opération. Un membre du gang avait été impliqué en 2007, dans le meurtre d'un shérif-adjoint du comté de Los Angeles[16].

### Vendredi22 mai 2009
Affaires diverses
- La journaliste irano-américaine Roxana Saberi, libérée la semaine dernière après avoir passé quatre mois dans une prison iranienne, est arrivée à l'aéroport international de Washington-Dulles, en présence de nombreux journalistes et applaudie par la foule des voyageurs.

### Samedi23 mai 2009
Politique
- Le président Barack Obama a décidé de nommer le général des Marines à la retraite, Charles Bolden (62 ans) à la tête de la Nasa. Ancien astronaute, il sera le premier noir et le deuxième astronaute — après Richard Truly de 1989 à 1992 — à diriger l'agence spatiale américaine.

Économie
- Le constructeur automobile General Motors annonce avoir reçu 4 milliards de dollars supplémentaires du Trésor, pour maintenir un niveau de trésorerie adéquat, ce qui porte à 19,4 milliards les sommes reçues à ce jour de l'État américain.

Affaires diverses
- Floride : Mort de Charles Donald Albury (88 ans). Il fut le copilote de l'avion B-29 Bocksar qui avait largué la bombe atomique sur Nagasaki le 9 août 1945. La bombe de Nagasaki a tué 40 000 personnes immédiatement, et entraîné 35 000 décès supplémentaires d'irradiation par la suite. Il disait ne pas avoir de remords car conscient d'avoir évité un débarquement terrestre des forces américaines au Japon[17].

### Mardi26 mai 2009
Politique

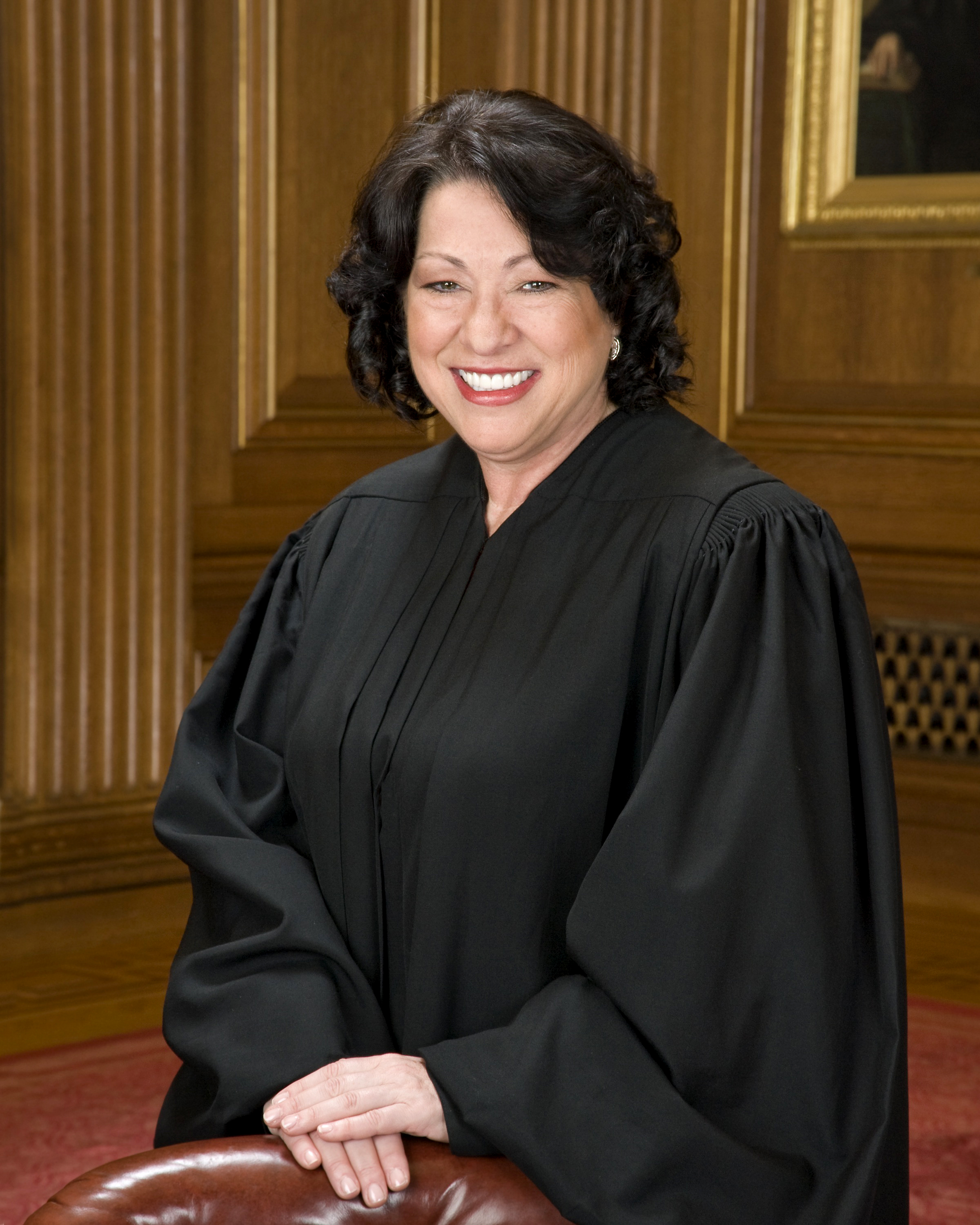
Timothy Geithner
(août 2009)

- Le président Barack Obama annonce avoir choisi Sonia Sotomayor pour la Cour suprême où elle deviendra la première juge d'origine hispanique à y siéger.

Économie
- Le Trésor américain annonce avoir versé, le 20 mai, 757 millions de dollars de plus au constructeur automobile Chrysler, en pleine restructuration sous contrôle judiciaire. Dans le cadre du « programme de financement de l'industrie automobile », l'État a ainsi versé au total 8,58 milliards de dollars à « Chrysler Holding » (avant le dépôt de bilan le 30 avril) et à Chrysler (après le dépôt de bilan), entre janvier et mai. Il a par ailleurs apporté en janvier 1,5 milliard à « Chrysler Financial Services », la division de crédit du constructeur[18].

Affaires diverses
- Le Pentagone a recensé quelque 27 « cas avérés » de « retour à des activités terroristes » à la mi-mars 2009 parmi les plus de 530 ex-détenus libérés de la prison américaine de Guantanamo. Les services de renseignement du Pentagone affirment avoir « des preuves » - empreintes, ADN, photos ou informations fiables - de leur « implication directe dans des activités terroristes », dont la définition exclut la propagande anti-américaine. 47 autres ex-détenus sont « soupçonnés » d'avoir « récidivé »[19].
- Californie : La Cour suprême confirme le résultat du référendum interdisant les mariages homosexuels, mais a jugé que les 18 000 unions entre personnes du même sexe conclues auparavant dans l'État resteraient légales[20].

### Mercredi27 mai 2009
Affaires diverses
- Richard Thomas, soupçonné d'être au centre d'une affaire de dopage s'est vanté d'avoir vendu des stéroïdes anabolisants à plusieurs joueurs professionnels de football américain, de hockey sur glace et de baseball. Le veille, lors d'une fouille de sa maison, plusieurs milliers de pilules et de seringues, d'une valeur estimée à 100 000 dollars, ont été découvertes, ainsi que des armes à feu[21].

### Jeudi28 mai 2009
Économie
- Le capital du groupe automobile General Motors sera détenu après sa restructuration à 72,5 % par le Trésor américain, selon un avis transmis à la SEC.

### Vendredi29 mai 2009
Économie
- L'activité économique s'est contractée au premier trimestre moins vite qu'initialement estimé, avec un produit intérieur brut en recul de 5,7 % en rythme annuel, selon le département du Commerce.

Affaires diverses

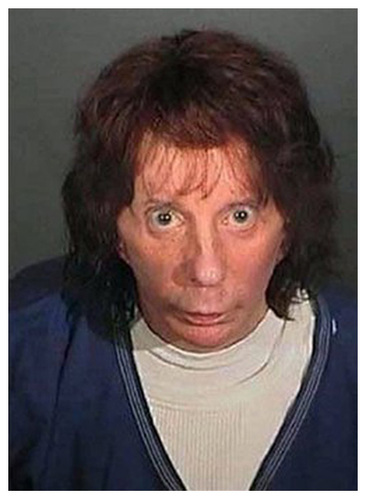
Phil Spector

- Un des prêtres catholiques hispaniques les plus populaires des États-Unis, le père Alberto Cutié (40 ans), dont des photos le montrant tendrement enlacé avec une jeune femme avaient provoqué un scandale début mai, a décidé de rejoindre l'Église épiscopale qui n'oblige pas au célibat et « au sein de laquelle il poursuivra son sacerdoce ». Né à Porto Rico de parents cubains, il critiquait depuis longtemps et publiquement le célibat imposé aux prêtres[22].
- Le producteur Phil Spector (69 ans) est condamné à une peine allant de 19 ans d'emprisonnement à la réclusion à perpétuité pour le meurtre de l'actrice Lana Clarkson (40 ans) en 2003.
- Le président Barack Obama déclare soumis à la loi de 1999 visant à tarir le financement des trafiquants, différents trafiquants de drogue, pakistanais (Imam Bheel), colombien (Daniel Rendon Herrera) et vénézuélien (Walid Makled Garcia), ainsi qu'à une organisation afghane (Haji Juma Khan). Cette loi interdit l'accès au système financier américain à ceux auxquels elle s'applique, interdit aux Américains toute transaction avec eux, et gèle les avoirs qu'ils pourraient posséder aux États-Unis.

### Dimanche31 mai 2009
Affaires diverses
- Un médecin, grand défenseur du droit des femmes à l'avortement, est abattu dans une église de Wichita (Kansas), où il servait lors d'un office religieux. Le Dr George Tiller était l'un des rares médecins américains à procéder à des avortements tardifs, après la 21e semaine, depuis 36 ans.